# 11298 Gide
11298 Gide este o planetă minoră (asteroid), cu un diametru de 4,904 km, din centura de asteroizi. A fost descoperită pe 2 septembrie 1992 la Observatorul La Silla de Eric Walter Elst și a fost numită după André Gide. 
Obiectul prezintă o orbită caracterizată de o semiaxă mare de 2,8880637 UAi, o excentricitate de 0,05, o înclinație de 3,2265 ° în raport cu ecliptica.